# Dzoravank
Dzoravank es una localidad del raión de Karmir, en la provincia de Gegharkunik, Armenia, con una población censada en octubre de 2011 de 176 habitantes. 
Se encuentra ubicada al noreste de la provincia, cerca de la costa nororiental del lago Seván y de la frontera con Azerbaiyán.